# Жіноча юніорська збірна Китайського Тайбею з хокею із шайбою
Жіноча юніорська збірна Китайського Тайбею з хокею із шайбою — національна жіноча юніорська збірна Китайського Тайбею, яка представляє свою країну на міжнародних змаганнях з хокею із шайбою. Функціонування команди забезпечується Федерацією хокею Китайського Тайбею, яка є членом ІІХФ.

## Історія
Юніорська збірна Китайського Тайбею дебютувала на турнірі серед національних збірних Азії у 2018 році. Вони виграли всі три гри, зокрема в однолітків з Нової Зеландії та національної збірної Сінгапуру з рекордним рахунком 12–1.
У травні 2018 року ІІХФ оголосила, що Китайський Тайбей виставить свою команду на юніорський чемпіонат світу серед жінок до 18 років 2019 року.
Дебютувала збірна на чемпіонаті світу 2019 у кваліфікаційному тірнірі, де посіла друге місце. Найвище досягнення у Китайського Тайбею у 2022 році — 16 місце. Наразі вони виступають у Другому дивізіоні.

## Виступи на чемпіонатах світу
- 2019 — 3 місце (Дивізіон ІВ кваліфікація)
- 2020 — 1 місце (Дивізіон ІІА)
- 2022 — 3 місце (Дивізіон ІВ)
- 2023 — 5 місце (Дивізіон ІВ)
- 2024 — 6 місце (Дивізіон ІВ)
- 2025 — 6 місце (Дивізіон ІІА)